# دومین کوئینز
دومین کوئینز (به انگلیسی: Queens Domain) یک منطقهٔ مسکونی در استرالیا است که در تاسمانی واقع شده‌است.